# Cantone di Chalon-sur-Saône-Ovest
Il Cantone di Chalon-sur-Saône-Ovest era una divisione amministrativa dell'Arrondissement di Chalon-sur-Saône.
È stato soppresso a seguito della riforma complessiva dei cantoni del 2014, che è entrata in vigore con le elezioni dipartimentali del 2015.
Comprendeva parte della città di Chalon-sur-Saône e il comune di Châtenoy-le-Royal.